# Hoogveenmos-verbond
Het hoogveenmos-verbond (Oxycocco-Ericion) is een verbond uit de hoogveenmos-orde (Sphagnetalia magellanici). Het verbond omvat plantengemeenschappen van hoogveengebieden met als voornaamste vertegenwoordiger de associatie van gewone dophei en veenmos.

## Naamgeving en codering
| Oxycocco-Ericion tetralicis |

- Syntaxoncode voor Nederland (rVvN): r11Ba

De wetenschappelijke naam Oxycocco-Ericion is afgeleid van de botanische namen van de twee meest dominante soorten binnen het verbond, de kleine veenbes (Vaccinium oxycoccos) en de gewone dophei (Erica tetralix).

## Fysiognomie

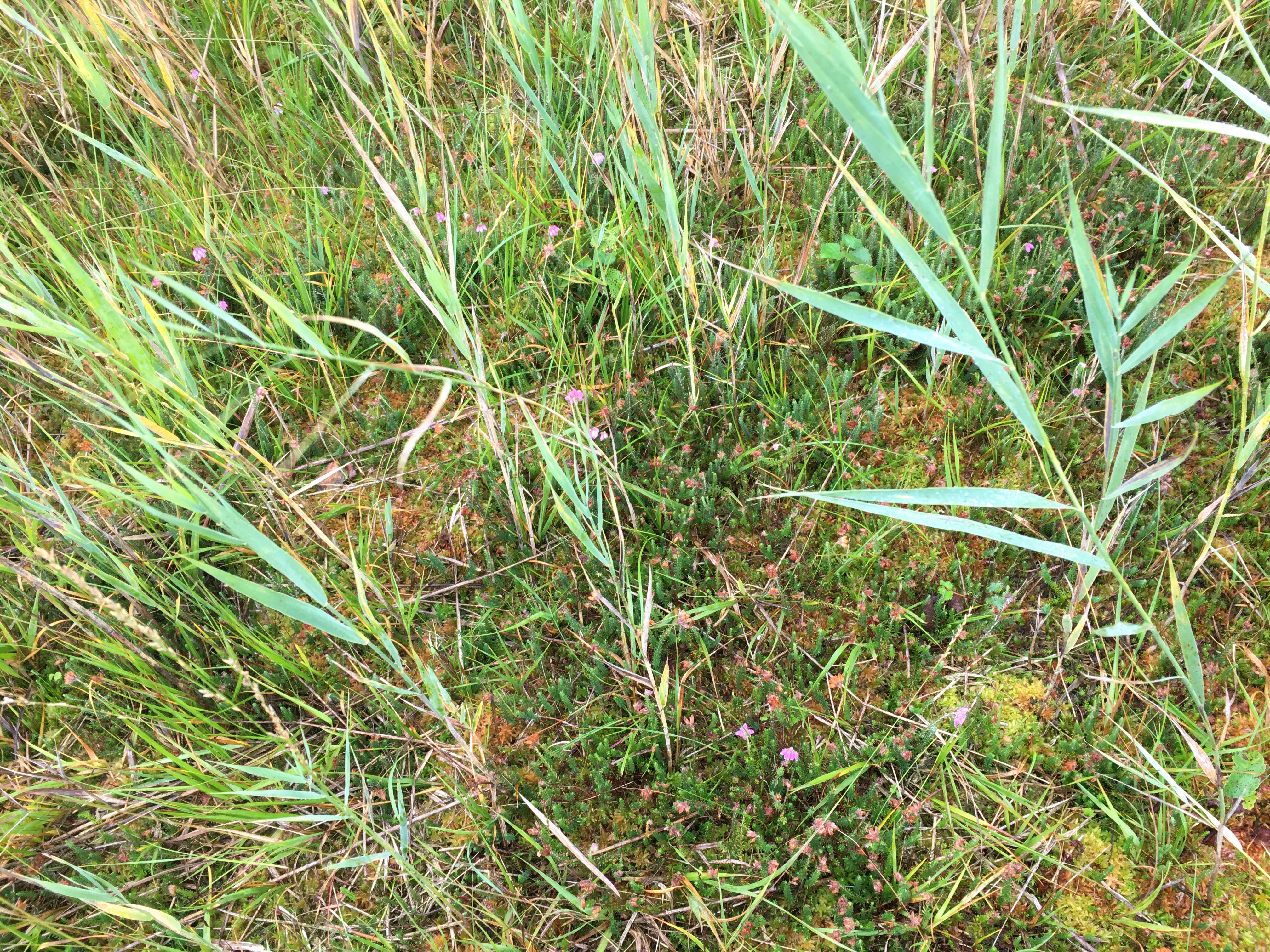
Herfstaspect van moerasheide.

De fysiognomie van vegetatie uit het hoogveenmos-verbond wordt gekenmerkt door het optreden van dwergstruiken (zoals gewone dophei, kleine veenbes en cranberry) in de kruidlaag en bultvormende veenmossen veenmossen in een goed ontwikkelde moslaag.

## Ecologie
Het hoogveenmos-verbond vindt men op vochtige tot natte, oligotrofe zandgronden in de heide, op plaatsen waar het grondwaterpeil hoog en weinig wisselend is, voornamelijk in hoogvenen, hoogveenvennen en moerasheiden.

## Associaties in Nederland en Vlaanderen
Het hoogveenmos-verbond wordt in Nederland en Vlaanderen vertegenwoordigd door twee associaties.
- - associatie van gewone dophei en veenmos (Erico-Sphagnetum magellanici)
  - moerasheide (Sphagno palustris-Ericetum)

## Diagnostische taxa voor Nederland en Vlaanderen
In de onderstaande synoptische tabel staan de belangrijkste diagnostische taxa van het hoogveenmos-verbond voor Nederland en Vlaanderen.
Kruidlaag
| Kentaxon | Diff.soort | Abundantie | Triviale naam | Botanische naam | Opmerking |
| -------- | ---------- | ---------- | ------------- | --------------- | --------- |
|          |            | A          | gewone dophei | Erica tetralix  |           |

Moslaag
| Kentaxon | Diff.soort | Abundantie | Triviale naam   | Botanische naam          | Opmerking |
| -------- | ---------- | ---------- | --------------- | ------------------------ | --------- |
| kV       |            | A/F        | hoogveenveenmos | Sphagnum magellanicum    |           |
| kV       |            | A/F        | wrattig veenmos | Sphagnum papillosum      |           |
| kV       |            | A/F        | rood veenmos    | Sphagnum rubellum        |           |
|          |            | A/F        | slank veenmos   | Sphagnum recurvum        |           |
| kV       |            | Z          | veendraadmos    | Cephaloziella subdentata |           |

## Fotogalerij

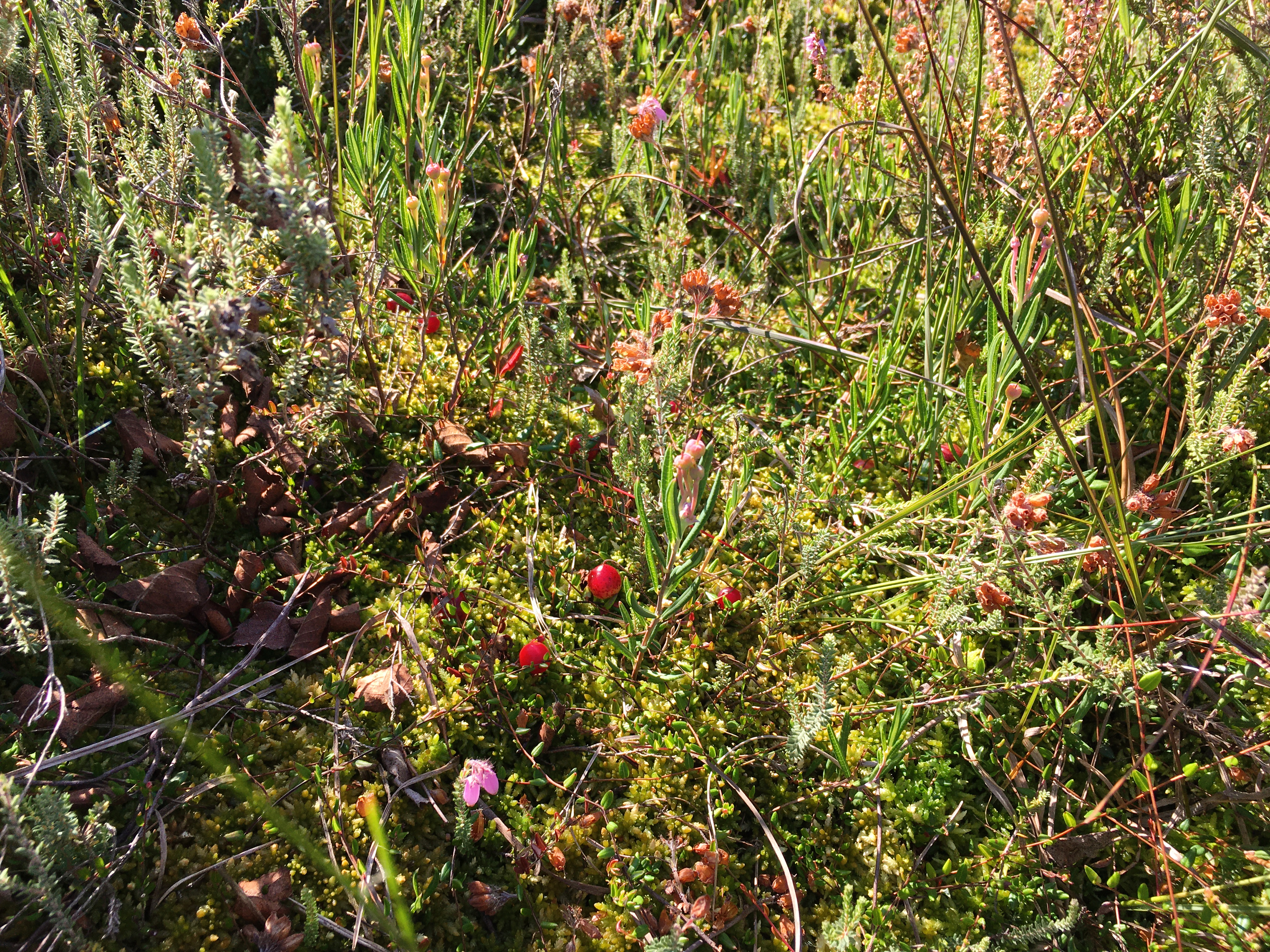
Close-up van de associatie van gewone dophei en veenmos
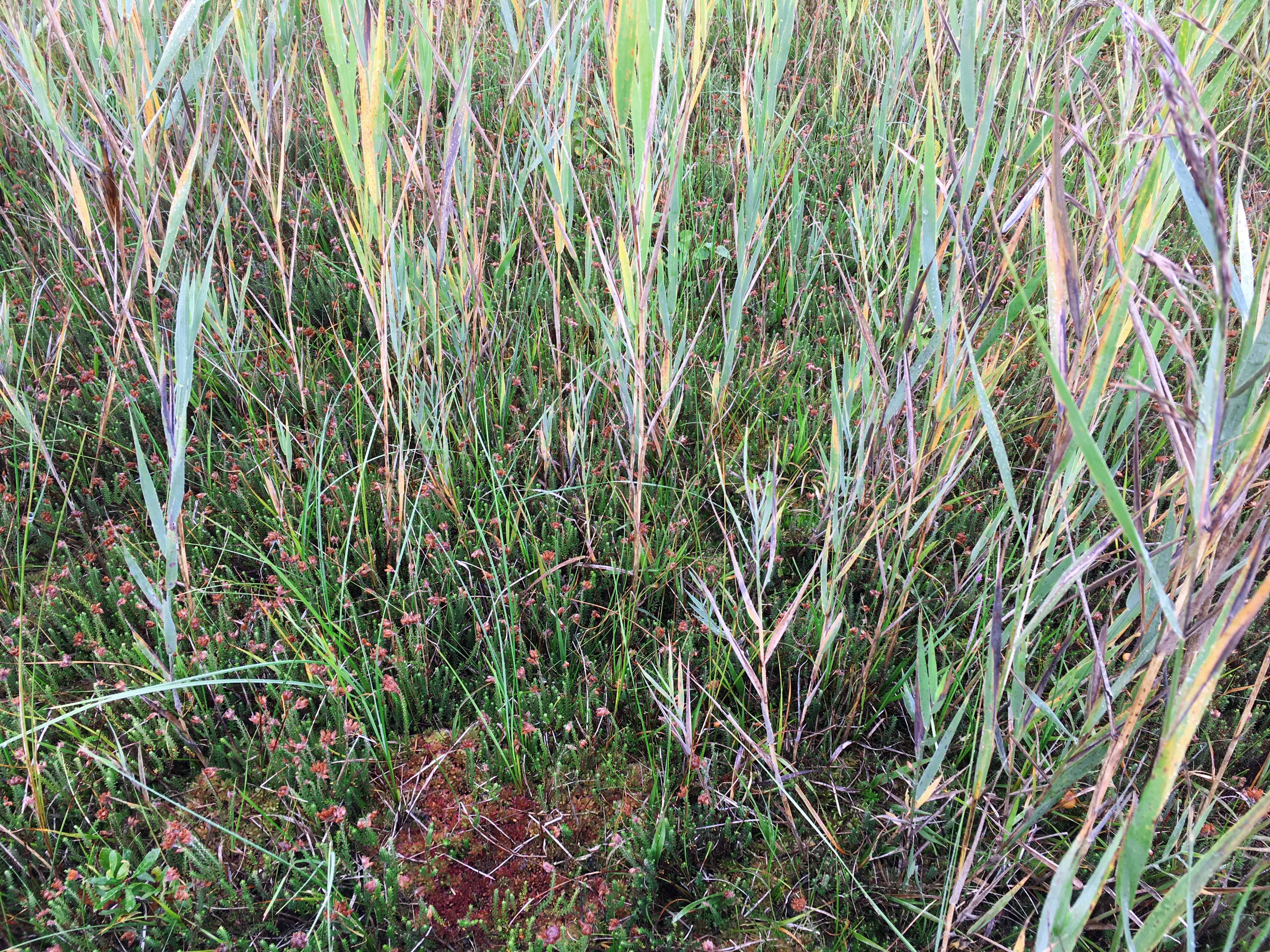
Een herfstaspect van de moerasheide